# Richard Lowell Rubenstein
Richard Lowell Rubenstein, bekannt als Richard L. Rubenstein (* 8. Januar 1924 in New York City; † 16. Mai 2021 in Bridgeport, Connecticut), war ein US-amerikanischer Rabbiner, Theologe und Publizist.

## Leben
1924 an der Lower East Side geboren, fiel Rubenstein als Kind durch hohe Begabung auf und übersprang drei Schuljahre. Er studierte zunächst am gebührenfreien City College in New York – für Generationen von Immigranten-Kindern das Portal zu illustren Karrieren –, wechselte dann aber für ein Rabbinatsstudium an das legendäre Hebrew Union College in Cincinnati, wo Rabbiner Abraham Joshua Heschel sein Doktorvater wurde. Rubenstein folgte seinem Mentor zurück nach New York und studierte später an der Harvard Divinity School. 1952 wurde er zum Rabbiner ordiniert. Ab 1958 war er Direktor der B’nai B’rith Hillel Foundation und war von 1958 bis 1970 als Geistlicher für die Studenten an der University of Pittsburgh, an der Carnegie-Mellon University und an der Duquesne University tätig. Von 1970 bis 1995 unterrichtete er als Hochschullehrer an der Florida State University Religionswissenschaften. Von 1995 bis 1999 war Rubenstein Präsident der University of Bridgeport in Connecticut, die seit 1995 hauptsächlich von der Vereinigungskirche wirtschaftlich getragen wird. Obwohl Präsident dieser Universität, war Rubenstein niemals Mitglied der Vereinigungskirche.
Rubenstein verfasste mehrere Bücher und eine Autobiografie. Rubensteins erstes Werk After Auschwitz postulierte, die einzig ehrliche intellektuelle Reaktion auf den Holocaust sei die Ablehnung eines Gottes, der in der Geschichte handelt. Dies bedeutete das Ende eines jüdischen Erwählungsglaubens. Dementsprechend ist auch die jüdische Existenz keineswegs eine punitive Existenz, in der das Schicksal der Juden als Strafe Gottes anzusehen sei. Das Exil ist nicht nur eine historisch-geographische Gestalt jüdischer Verbannung, sondern eine allgemein-menschliche und kosmische Realität. Darin muss der Mensch den Sinn seines Lebens selbst schaffen. Diese Ansicht zur Gott-ist-tot-Theologie war in den jüdischen Gemeinden der 1970er-Jahre in den Vereinigten Staaten eine verbreitete Lektüre und führte zu medialen Diskussionen mit protestantischen Theologen wie Gabriel Vahanian, Paul van Buren, William Hamilton und Thomas Jonathan Jackson Altizer.
In seinen Büchern stellte Rubenstein die Existenz eines den Kosmos kontrollierenden Gottes in Frage. Als zentrales Argument führte Rubenstein den damals in der breiteren Öffentlichkeit der USA eher selten diskutierten Völkermord der Nazis an den Juden Europas und des Mittelmeerraumes an: „Wie können Juden nach Auschwitz an einen allmächtigen, wohlwollenden Gott glauben?“ Die traditionelle jüdische Theologie behauptet, Gott sei die letzte Instanz und allmächtiger Akteur der innerweltlichen Geschichte. Diese Theologie habe jede Katastrophe der jüdischen Geschichte als Strafe Gottes für ein sündiges Volk Israel dargestellt. Von daher wollte Rubenstein nicht sehen, „wie man diese Position aufrechterhalten kann, ohne Hitler und die SS als Instrumente göttlichen Willens zu betrachten.“ Rubensteins Ausführungen stießen eine heftige Kontroverse an und mündeten in eine Titelgeschichte des Nachrichtenmagazins „Time“. Hierzu ließen sich dann auch Geistesgrößen wie Emil Fackenheim, Eliezer Berkovits, Arthur Green oder Elie Wiesel vernehmen, der Zweifel an Gott bereits ohnehin in seinen Memoiren „Nacht“ angedeutet hatte.
Zur positiven Füllung seines Gottesbildes griff Rubenstein auf die jüdische Mystik zurück. Gott war für ihn en-sof – („Unendliches“) ‚holy no-thingness‘ als die Quelle und die Mündung allen Seins. In seinem Buch My Brother Paul von 1972 lieferte er eine psychoanalytische Studie zu Paulus von Tarsus.
Richard L. Rubenstein starb im Mai 2021 im Alter von 97 Jahren.

## Werke (Auswahl)
- After Auschwitz: Radical Theology and Contemporary Judaism. Bobbs-Merrill, Indianapolis, 1966, ISBN 0-672-50604-1. 2. Auflage: Johns Hopkins Univ. Press, Baltimore / London, 1992, ISBN 0-8018-4285-9.
- Morality and Eros. McGraw-Hill, New York, 1970.
- My Brother Paul.  Harper & Row, New York, 1972, ISBN 0-06-067014-2.
- The Cunning of History: Mass Death and the American Future. Harper and Row, New York, 1975, OCLC 0061320684.
  - 2. Auflage: The cunning of history: the holocaust and the American future. Harper & Row, New York, 1978. ISBN 0-06-090597-2.
- Age of Triage: Fear and Hope in an Overcrowded World. Beacon, Boston, 1983, ISBN 0-8070-4376-1.
- The Religious Imagination: A Study in Psychoanalysis and Jewish Theology. Bobbs-Merrill, Indianapolis, 1968, OCLC 377212. Neue Auflage: University Press of America, Lanham, 1986, ISBN 0-8191-4539-4.
- Power Struggle: An Autobiographical Confession. University Press of America, New York / Lanham, 1986, ISBN 0-684-13757-7.
- Dissolving Alliance: The United States and the Future of Europe. Paragon, New York City, 1987, ISBN 0-88702-217-0.
- Jihad and Genocide. Rowman & Littlefield Publishers, Lanham u. a., 2010, ISBN 978-0-7425-6203-5.